# Dobrzejewice (gromada)
Dobrzejewice (do 30 XII 1961 Głogowo) – dawna gromada, czyli najmniejsza jednostka podziału terytorialnego Polskiej Rzeczypospolitej Ludowej w latach 1954–1972.
Gromady, z gromadzkimi radami narodowymi (GRN) jako organami władzy najniższego stopnia na wsi, funkcjonowały od reformy reorganizującej administrację wiejską przeprowadzonej jesienią 1954 do momentu ich zniesienia z dniem 1 stycznia 1973, tym samym wypierając organizację gminną w latach 1954–1972.
Gromadę Dobrzejewice z siedzibą GRN w Dobrzejewicach utworzono 31 grudnia 1961 w powiecie toruńskim w woj. bydgoskim w związku z przeniesieniem siedziby GRN gromady Głogowo z Głogowa do Dobrzejewic i zmianą nazwy jednostki na gromada Dobrzejewice; równocześnie do nowo utworzonej gromady włączono obszar zniesionej gromady Łążyn w tymże powiecie.
31 grudnia 1962 z gromady Dobrzejewice wyłączono wsie Kazimierzewo i Zębowo, włączając je do gromady Obrowo w tymże powiecie.
Gromadę zniesiono 1 stycznia 1972, a jej obszar włączono do gromad Lubicz (sołectwa Głogowo, Szembekowo i Brzozówka) i nowo utworzonej Kawęczyn (sołectwa Dobrzejewice, Kuźniki, Łążyn, Łążynek i Zawały) w tymże powiecie.
1 stycznia 1972 Dobrzejewice na okres 12 miesięcy utraciły funkcje administracyjne, lecz powróciły do nich już 1 stycznia 1973, kiedy to w powiecie toruńskim reaktywowano zniesioną w 1954 roku gminę Dobrzejewice (zniesioną ponownie po zaledwie 9 miesiącach, 6 października 1973).